# Chorkówka
Chorkówka is een dorp in het Poolse woiwodschap Subkarpaten, in het district Krośnieński (Subkarpaten). De plaats maakt deel uit van de gemeente Chorkówka en telt 760 inwoners.